# 하늘에서 내리는 일억 개의 별 (2018년 드라마)
《하늘에서 내리는 일억 개의 별》은 2018년 10월 3일부터 2018년 11월 22일까지 tvN에서 방송된 수목 드라마이다.

## 등장 인물

### 주요 인물
- 서인국 : 김무영 역 (아역 김연웅)
- 정소민 : 유진강 역 (아역 양예나)
- 박성웅 : 유진국 역

### 김무영의 주변 인물
- 고민시 : 임유리 역 (아역 엄서현)
- 유재명 : 양경모 역
- 김지현 : 장세란 역

### 유진강의 주변 인물
- 서은수 : 백승아 역
- 도상우 : 장우상 역

### 유진국의 주변 인물
- 장영남 : 탁소정 역
- 권수현 : 엄초롱 역

### 아츠 브루어리 사람들
- 홍빈 : 노희준 역
- 최성준 : 정상윤 역
- 미상 : 브루마스터 (길형주) 역

### 원영경찰서 사람들
- 최병모 : 이경철 역
- 김서경 : 황건 역
- 미상 : 조기주 역
- 한사명 : 이재민 역

### 디자인 룩스 사람들
- 박민정 : 황선화 대표 역
- 이지민 : 임소연 대리 역

### 그 외 인물
- 김정영 : 백승아의 어머니 역
- 한다솔 : 신유진 역
- 김경일
- 김중돈
- 김지현 : 장세란 역
- 김도형
- 최영재
- 이지하
- 김동원 : 최 실장 (장세란 비서) 역
- 송민재 : 실종 아이 역
- 김에스더 : 여고생 역
- 홍석연 : 경비원 역

### 특별출연
- 김소영
- 정해균
- 임지규

## 촬영지
- 서울마리나 클럽앤요트
- 라크라센타 문래본점
- 삼성화재 글로벌캠퍼스

## 시청률
최저 시청률과 최고 시청률은 시청률 조사회사와 지역별로 시청률에 차이가 있을 수 있습니다.
| 2018년 | 2018년    | 2018년     | 2018년      |
| 회차   | 방송일    | AGB 시청률 | TNmS 시청률 |
| ------ | --------- | ---------- | ----------- |
| 제1회  | 10월 3일  | 3.996%     | 4.5%        |
| 제2회  | 10월 4일  | 3.212%     | 3.2%        |
| 제3회  | 10월 10일 | 2.988%     | 3.2%        |
| 제4회  | 10월 11일 | 3.046%     | %           |
| 제5회  | 10월 17일 | 3.410%     | 3.0%        |
| 제6회  | 10월 18일 | 2.803%     | %           |
| 제7회  | 10월 24일 | 2.812%     | 2.7%        |
| 제8회  | 10월 25일 | 2.661%     | %           |
| 제9회  | 10월 31일 | 2.556%     | %           |
| 제10회 | 11월 1일  | 2.289%     | %           |
| 제11회 | 11월 7일  | 2.693%     | %           |
| 제12회 | 11월 8일  | 2.602%     | %           |
| 제13회 | 11월 14일 | 2.346%     | %           |
| 제14회 | 11월 15일 | 2.387%     | %           |
| 제15회 | 11월 21일 | 2.841%     | 2.9%        |
| 제16회 | 11월 22일 | 3.375%     | 2.6%        |

## 경쟁 프로그램
- KBS 수목 미니시리즈

《오늘의 탐정》 (2018년 9월 5일 ~ 2018년 10월 31일)
《죽어도 좋아》 (2018년 11월 7일 ~ 2018년 12월 27일)
- MBC 수목미니시리즈

《내 뒤에 테리우스》 (2018년 9월 27일 ~ 2018년 11월 15일)
- SBS 드라마스페셜

《흉부외과 - 심장을 훔친 의사들》 (2018년 9월 27일 ~ 2018년 11월 15일)

## 같이 보기
- 대한민국의 텔레비전 드라마 목록 (ㅎ)
- 2018년 대한민국의 텔레비전 드라마 목록